# Hendron
Hendron és una concentració de població designada pel cens dels Estats Units a l'estat de Kentucky. Segons el cens del 2000 tenia 4.239 habitants.

## Demografia
Segons el cens del 2000, Hendron tenia 4.239 habitants, 1.832 habitatges, i 1.278 famílies. La densitat de població era de 315,4 habitants/km².
Dels 1.832 habitatges en un 28,5% hi vivien nens de menys de 18 anys, en un 56,6% hi vivien parelles casades, en un 9,4% dones solteres, i en un 30,2% no eren unitats familiars. En el 26,9% dels habitatges hi vivien persones soles el 9,6% de les quals corresponia a persones de 65 anys o més que vivien soles. El nombre mitjà de persones vivint en cada habitatge era de 2,3 i el nombre mitjà de persones que vivien en cada família era de 2,76.
Per edats la població es repartia de la següent manera: un 21,5% tenia menys de 18 anys, un 7,7% entre 18 i 24, un 28% entre 25 i 44, un 26,6% de 45 a 60 i un 16,2% 65 anys o més.
L'edat mediana era de 41 anys. Per cada 100 dones de 18 o més anys hi havia 87,1 homes.
La renda mediana per habitatge era de 40.858 $ i la renda mediana per família de 49.401 $. Els homes tenien una renda mediana de 45.870 $ mentre que les dones 24.884 $. La renda per capita de la població era de 22.984 $. Entorn del 3,8% de les famílies i el 7% de la població estaven per davall del llindar de pobresa.

## Poblacions més properes
El següent diagrama mostra les poblacions més properes.